# Chironitis
Chironitis là một chi bọ cánh cứng thuộc họ Scarabaeidae.